# Championnat de Belgique de football de deuxième division 1913-1914
Navigation
saison précédente saison suivante
Cette page présente la cinquième édition du championnat  Promotion (D2) belge.
Deux équipes se détachent et la lutte pour le titre se résume à leur duel à distance. Finalement, Uccle Sport s'adjuge le titre devant le RC de Malines.
Les deux Excelsiors sont relégués. L'Excelsior SC de Bruxelles, qui descendait de Division d'Honneur, est rapidement distancé et connaît une seconde relégation successive. C'est une première dans l'Histoire du football belge. De son côté, l'Excelsior FC Hasselt s'accroche jusqu'au bout, mais subit finalement la loi des néo-promus du TSV Lyra lors d'un test-match décisif.
Pour la première saison de son Histoire en série nationale, le SC Anderlechtois termine à une belle 4e place.
- Le nom des clubs est celui employé à l'époque

## Clubs participants
Douze clubs prennent part à cette édition, soit le même nombre que lors de la saison précédente.
| #  | Nom                                  | Mat. | Ville      | Terrain                           | En D2 depuis (série) | Total en D2 |
| -- | ------------------------------------ | ---- | ---------- | --------------------------------- | -------------------- | ----------- |
| 1  | Football Club Liègois                | 4    | Cointe     | Plaine du Champ d'Oiseaux         | 1913-1914 (1re)      | 3 saisons   |
| 2  | Excelsior Sporting Club de Bruxelles | 20   | Forest     | rue de la Société                 | 1913-1914 (1re)      | 1 saison    |
| 3  | Racing Club de Malines               | 24   | Malines    | Oude Lierse Baan                  | 1912-1913 (2e)       | 3 saisons   |
| 4  | Sporting Club Courtraisien           | 19   | Courtrai   |                                   | 1911-1912 (3e)       | 3 saisons   |
| 5  | Stade Louvaniste                     | 18   | Louvain    |                                   | 1909-1910 (5e)       | 5 saisons   |
| 6  | Tilleur Football Club                | 21   | Tilleur    | à proximité de la gare de Tilleur | 1909-1910 (5e)       | 5 saisons   |
| 7  | Football Club Malinois               | 25   | Malines    | Achter de Kazerne                 | 1909-1910 (5e)       | 5 saisons   |
| 8  | Football club Bressoux               | 23   | Bressoux   |                                   | 1911-1912 (3e)       | 3 saisons   |
| 9  | Excelsior Football Club Hasselt      | 37   | Hasselt    |                                   | 1911-1912 (3e)       | 3 saisons   |
| 10 | Uccle Sport                          | 15   | Uccle      |                                   | 1912-1913 (2e)       | 4 saisons   |
| 11 | Sporting Club Anderlechtois          | 35   | Anderlecht | De Scheut                         | 1913-1914 (1re)      | 1 saison    |
| 12 | Lyra Turn en Sportvereniging         | 52   | Lierre     | Lyrastadion, Mechelsesteenweg     | 1913-1914 (1re)      | 1 saison    |

| \| Lyra FC Malinois RC Malines SC Courtraisien Excelsior SC SC Anderlechtois Uccle Sp. St. Louvaniste Exc. Hasselt Tilleur FC FC Liégeois FC Bressoux \| Localisation des clubs engagés en Promotion 1913-1914 |
| Lyra FC Malinois RC Malines SC Courtraisien Excelsior SC SC Anderlechtois Uccle Sp. St. Louvaniste Exc. Hasselt Tilleur FC FC Liégeois FC Bressoux                                                             |

## Classement
Légende
- Champion et promu en Division d'Honneur la saison suivante
- 2e promu
- Barrages de maintien
- Relégation en Promotion (D3)

Abréviations
 : Relégué de Division d'Honneur 1912-1913

 : Promus depuis les séries inférieures depuis la fin de la saison précédente
| Rang | Équipe               | Pts | J  | G  | N | P  | Bp | Bc | Diff |
| ---- | -------------------- | --- | -- | -- | - | -- | -- | -- | ---- |
| 1    | UCCLE SPORT          | 37  | 22 | 18 | 1 | 3  | 68 | 20 | +48  |
| 2    | RC de Malines        | 35  | 22 | 15 | 5 | 2  | 75 | 19 | +56  |
| 3    | FC Malinois          | 27  | 22 | 11 | 5 | 6  | 63 | 30 | +33  |
| 4    | SC Anderlechtois     | 24  | 22 | 12 | 0 | 10 | 61 | 44 | +17  |
| 5    | FC Liègeois          | 20  | 22 | 8  | 4 | 10 | 49 | 45 | +4   |
| 6    | Tilleur FC           | 20  | 22 | 8  | 4 | 10 | 52 | 48 | +4   |
| 7    | Stade Louvaniste     | 20  | 22 | 8  | 4 | 10 | 37 | 45 | -8   |
| 8    | FC Bressoux          | 19  | 22 | 6  | 7 | 9  | 26 | 42 | -16  |
| 9    | SC Courtraisien      | 19  | 22 | 8  | 3 | 11 | 34 | 55 | -21  |
| 10   | TSV Lyra             | 17  | 22 | 7  | 3 | 12 | 32 | 67 | -35  |
| 11   | Excelsior FC Hasselt | 17  | 22 | 5  | 7 | 10 | 16 | 44 | -28  |
| 12   | Excelsior SC         | 9   | 22 | 4  | 1 | 17 | 24 | 78 | -54  |

## Déroulement de la saison

### Résultats des rencontres
Avec douze clubs engagés, 134 matches sont au programme de la saison.
| Résultats (▼dom., ►ext.)                                   | AND | EXC | BRE | COU | HAS | LIE | LOU | LYR | FCM | RCM | TIL | UCC |
| SC Anderechtois                                            |     | -   | -   | -   | -   | -   | -   | -   | -   | -   | -   | -   |
| Excelsior SC Bruxelles                                     | -   |     | -   | -   | -   | -   | -   | -   | -   | -   | -   | -   |
| FC Bressoux                                                | -   | -   |     | -   | -   | -   | -   | -   | -   | -   | -   | -   |
| SC Courtraisien                                            | -   | -   | -   |     | -   | -   | -   | -   | -   | -   | -   | -   |
| Excelsior FC Hasselt                                       | -   | -   | -   | -   |     | -   | -   | -   | -   | -   | -   | -   |
| FC Liégeois                                                | -   | -   | -   | -   | -   |     | -   | -   | -   | -   | -   | -   |
| Stade Louvaniste                                           | -   | -   | -   | -   | -   | -   |     | -   | -   | -   | -   | -   |
| TSV Lyra                                                   | -   | -   | -   | -   | -   | -   | -   |     | -   | -   | -   | -   |
| FC Malinois                                                | -   | -   | -   | -   | -   | -   | -   | -   |     | -   | -   | -   |
| RC de Malines                                              | -   | -   | -   | -   | -   | -   | -   | -   | -   |     | -   | -   |
| Tilleur FC                                                 | -   | -   | -   | -   | -   | -   | -   | -   | -   | -   |     | -   |
| Uccle sport                                                | -   | -   | -   | -   | -   | -   | -   | -   | -   | -   | -   |     |
| - Victoire à domicile - Match nul - Victoire à l'extérieur |     |     |     |     |     |     |     |     |     |     |     |     |

### Test-match pour désigner le2edescendant
- Match disputé sur le terrain du ???

| Date       | Équipe 1                        | Équipe 2 | Score | Remarques |
| ---------- | ------------------------------- | -------- | ----- | --------- |
| 19/04/1914 | TSV Lyra – Excelsior FC Hasselt | 1-0      |       |           |
|            | Excelsior FC Hasselt            | Relégué  |       |           |

## Récapitulatif de la saison
Champion : Uccle Sport (1er titre en D2)
- Premier titre de "D2" pour la Province de Brabant.
- Deuxième montant: RC de Malines

| Région flamande (5)             | Région flamande (5) | Province de Brabant (4)      | Province de Brabant (4) | Région wallonne (3)    | Région wallonne (3) |
| ------------------------------- | ------------------- | ---------------------------- | ----------------------- | ---------------------- | ------------------- |
| Province d'Anvers               | 3                   | Région de Bruxelles-Capitale | 3                       | Province de Hainaut    | 0                   |
| Province de Flandre-Occidentale | 1                   | Province du Brabant flamand  | 1                       | Province de Liège      | 3                   |
| Province de Flandre-Orientale   | 0                   | Province du Brabant wallon   | 0                       | Province de Luxembourg | 0                   |
| Province de Limbourg            | 1                   |                              |                         | Province de Namur      | 0                   |

1. ↑  Au niveau footballistique, la province de Brabant est toujours unitaire malgré sa partition territoriale en 1995.

## Montée / Relégation
Le Champion, Uccle Sport, et son dauphin, le RC de Malines, sont promus en Division d'Honneur.
Les deux relégués vers les séries inférieures sont l'Excelsior SC de Bruxelles et l'Excelsior FC Hasselt. Le club bruxellois est le premier à subir deux relégations successives en séries nationales.
Promus depuis les divisions inférieures: l'AEC Mons et le Berchem Sport.

## Débuts en série nationale et en "D2"
Deux clubs font leurs débuts dans les séries nationales du football belge. Ils sont les 37e et 38e clubs différents à y apparaître et les 20e au 2e niveau national.
- TSV Lyra  - 8e club anversois en nationale (le 6e différent en D2)
- SC Anderlechtois  - 13e club brabançon en nationale (le 4e différent en D2)

### Débuts en "D2"
En plus du nouveau venu en "nationale", un club joue pour la première fois au 2e niveau de la hiérarchie du football belge. Il est le 20e club différent à y apparaître (à égalité avec le nouveau venu, voir ci-dessus), portant le total de clubs à ce niveau à 22 entités.
- Excelsior SC  - 4eclub brabançon différent en "D2". (à égalité avec Anderlecht, voir ci-dessus)

## Divisions inférieures
À cette époque, les compétitions ne connaissent pas encore la même hiérarchie que celle qui est la leur de nos jours. C'est essentiellement après la Première Guerre mondiale que la pyramide va se constituer.
Depuis 1909-1910, sous les deux séries nationales (Division d'Honneur et Promotion), se déroulent des championnats régionaux. Les clubs sont regroupés par zones géographiques. Celles-ci ne tiennent pas toujours compte du découpage administratif des provinces, eu égard au petit nombre de clubs que connaissent certaines régions. Au fil des saisons, une hiérarchie de "Divisions" s'installe dans les différentes régions.
Des test-matches (appelés aussi barrages) sont organisés entre les vainqueurs de zones. À la fin d'un parcours, se compliquant au fil des saisons, les gagnants montent en Promotion.
Au fil des années, la montée vers la Promotion est déterminée par ces test-matches. Toutefois, un "principe d'élection" reste en vigueur pendant plusieurs saisons. Un « système de licence » bien avant l'instauration des fameux sésames actuels en quelque sorte.
Selon les régions (et selon les sources que l'on retrouve les concernant), les appellations Division 2 ou Division 3 sont courantes. Cela vient du fait que certaines séries régionales conservèrent le nom (Division 2) qu'elles portent avant la création de la  Promotion. En effet, avant cela leur vainqueurs de ces séries prenaient part au tournoi de fin de saison (appelé « Division 2 »,)  par zones géographiques et alors que le tournoi final regroupant les vainqueurs de zone s'appelle « Division 1 ». Localement d'autres séries sont considérées comme « Division 3 » et en portent le nom.
Mais il est bon de savoir qu'à cette époque pour la Fédération belge, il n'y a donc que deux "divisions nationales".

## Déclenchement de la Première Guerre mondiale
Le 28 juin 1914, dans la ville de Sarajevo, un attentat provoque la mort de l’archiduc François-Ferdinand, héritier du trône de l'empire austro-hongrois, et son épouse la duchesse de Hohenberg. Cet événement entraîne immédiatement de graves tensions politiques et diplomatiques dans un contexte général déjà très instable.
L'Autriche-Hongrie lance un ultimatum à la Serbie, jugée responsable de l'attentat. Les autres grandes puissances de l'époque y vont de leur avis et prennent position pour ou contre cet ultimatum. Le 28 juillet 1914, un mois jour pour jour après l'attentat, l'Autriche-Hongrie déclare la guerre à la Serbie.
Malgré les tentatives des pacifistes, dont le Français Jean Jaures, le plus souvent de gauche, de chercher des solutions non-armées, le "jeu" des alliances diplomatiques fait son œuvre (Triple-Entente, Triplice, etc.), le conflit s'étend rapidement.
La Belgique a beau affirmer sa neutralité, elle est envahie par les troupes de l'Empire d'Allemagne qui veulent en découdre avec la France et la Grande-Bretagne. La Première Guerre mondiale débute.
Le sport en général, et le football en particulier deviennent accessoires. Les compétitions sportives s'arrêtent pour quatre longues années.